# Old No. 1
| Recensione              | Giudizio        |
| ----------------------- | --------------- |
| AllMusic                | [ 1 ]           |
| Robert Christgau        | B+              |
| Sputnikmusic            | 4.0 (Excellent) |
| Piero Scaruffi          | [ 4 ]           |
| Dizionario del Pop-Rock | [ 5 ]           |
| 24.000 dischi           | [ 6 ]           |

Old No. 1 è il primo album discografico del cantautore country statunitense Guy Clark, pubblicato dalla casa discografica RCA Victor Records nel novembre del 1975.
La rivista musicale Rolling Stone classifica l'album alla trentasettesima posizione tra i migliori 50 albums di musica Country.

## Tracce
Lato A
Testi e musiche di Guy Clark.
1. Rita Ballou – 2:49
2. L.A. Freeway – 4:43
3. She Ain't Goin' Nowhere – 3:27
4. A Nickel for the Fiddler – 2:45
5. That Old Time Feeling – 4:10

Lato B
Testi e musiche di Guy Clark.
1. Texas - 1947 – 3:10
2. Desperados Waiting for the Train – 4:31
3. Like a Coat from the Cold – 3:18
4. Instant Coffee Blues – 3:15
5. Let Him Roll – 4:05

## Musicisti
- Guy Clark - voce, chitarra
- Chip Young - chitarra
- Pat Carter - chitarra
- Steve Gibson - chitarra
- Dick Feller - chitarra
- Jim Colvard - chitarra
- Reggie Young - chitarra
- Hal Rugg - dobro, chitarra pedal steel
- Jack Hicks - dobro
- David Briggs - pianoforte
- Chuck Cochran - pianoforte
- Shane Keister - pianoforte
- Lea Jane Berinati - pianoforte, armonie vocali
- Johnny Gimble - fiddle
- Mickey Raphael - armonica
- Mike Leech - basso
- Jerry Kroon - batteria
- Jerry Carrigan - batteria
- Larrie Londin - batteria
- Rodney Crowell - armonie vocali
- Emmylou Harris - armonie vocali
- Pat Carter - armonie vocali
- Gary B. White - armonie vocali
- Florence Warner - armonie vocali
- Steve Earle - armonie vocali
- Sammi Smith - armonie vocali

Note aggiuntive
- Neil Wilburn - produttore (per Free Flow Production)
- Pat Carter e Sunbar Productions - produttori associati (brani: Rita Ballou, She Ain't Goin' Nowhere, Texas - 1947 e Instant Coffee Blues)
- Registrazioni effettuate al RCA Studios di Nashville, Tennessee
- Al Pachucki, Tom Pick, Ray Butts - ingegneri delle registrazioni
- Neil Wilburn - ingegnere del remixaggio
- The Grease Bros. - fotografie
- Susanna Clark - dipinto copertina frontale album
- Ringraziamenti speciali a: Susanna Clark, Lea Jane Berinati, Pat Carter, Michael Brovsky, Steve Frank, Rodney Crowell, Mickey Raphael e Neil Wilburn[10]